# Node (informatica)

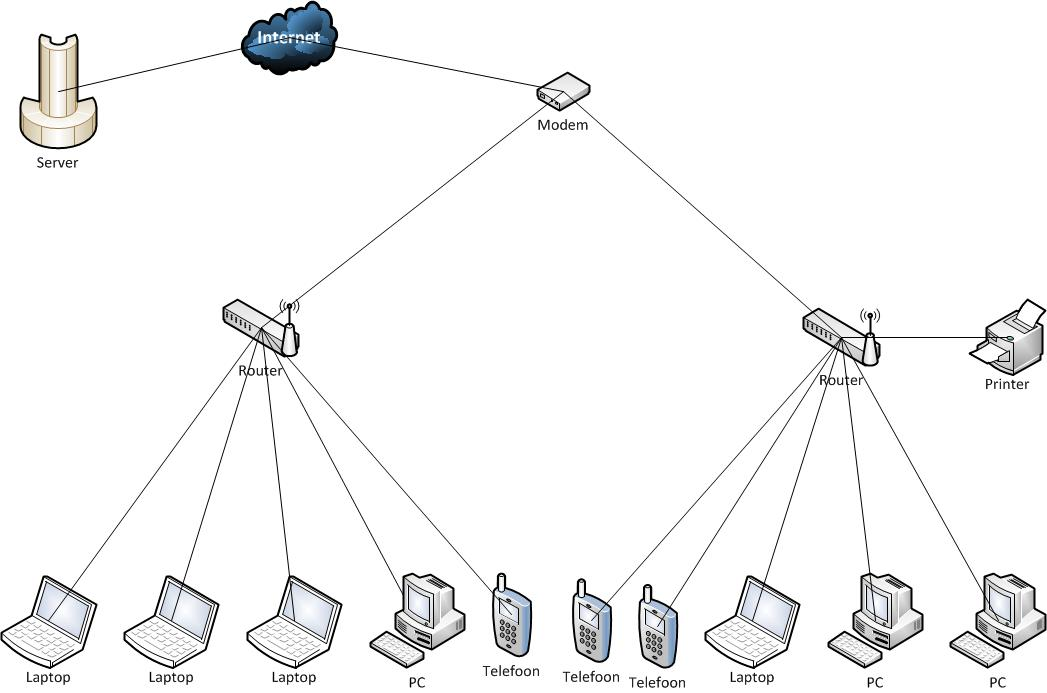
Een simpel computernetwerk. Alle apparaten in dit schema zijn nodes.

Een node is in de informatica een apparaat of een structuur, die als onafhankelijke eenheid kan worden beschouwd. Nodes functioneren binnen een geautomatiseerd systeem en communiceren met elkaar.  Voor de beschrijving van een dergelijk systeem komen de nodes overeen met de in de grafentheorie gebruikte knooppunten.

## Voorbeelden
- Een node is in een computernetwerk een computer of ander apparaat dat op een bepaald netwerk is aangesloten. De apparaten voor het beheer van het netwerk zelf worden als nodes aangeduid. Een aantal voorbeelden van nodes in computernetwerken zijn computers, laptops, routers, switches, hubs en draadloze apparatuur zoals draadloze printers.

- Alle deelnemers aan het internet, zowel de computers waarmee de gebruikers zich met het internet verbinden, als de servers die het internet in stand houden, zijn nodes van het internet.

- Een basisbouwblok van diverse datastructuren, zoals gelinkte lijsten of boomstructuren

- Bij betalingsverkeer kunnen draadloze betaalautomaten, in een communicatienetwerk kunnen de telefoons als node worden gezien.